# Риш (Швейцария)
Риш (нем. Risch) — город в Швейцарии, в кантоне Цуг. Расположен на берегу Цугского озера. Официальный код — 1707.

## География
Самая высокая точка коммуны находится на высоте 680 метров над уровнем моря, самая низкая на 402 метров. Средние температуры января колеблются от −2 ° С до 0 ° C, средняя температура июля от +18 ° до +21 ° C. Среднегодовое количество осадков от 120 до 160 см.

## Экономика
В Рише расположена штаб-квартира AMC International AG — немецкого предприятия, изготавливающего металлическую посуду.

## Достопримечательности
Основные достопримечательности города включают в себя два замка Buonas и Freudenberg Buonas и Freudenberg.